# Saint-Joseph-de-Rivière
Saint-Joseph-de-Rivière là một xã của tỉnh Isère, thuộc vùng Rhône-Alpes, đông nam nước Pháp.